# Castello di Ptuj
Il castello di Ptuj (in sloveno: Ptujski grad) è un castello situato a Ptuj, in Slovenia.
La fortificazione si trova arroccata su una collina che domina il fiume Drava che scorre attraverso la città.
Il castello venne costruito a metà del XII secolo per difendersi dagli ungheresi. All'epoca della costruzione, la città di Ptuj faceva parte dell'arcidiocesi di Salisburgo.

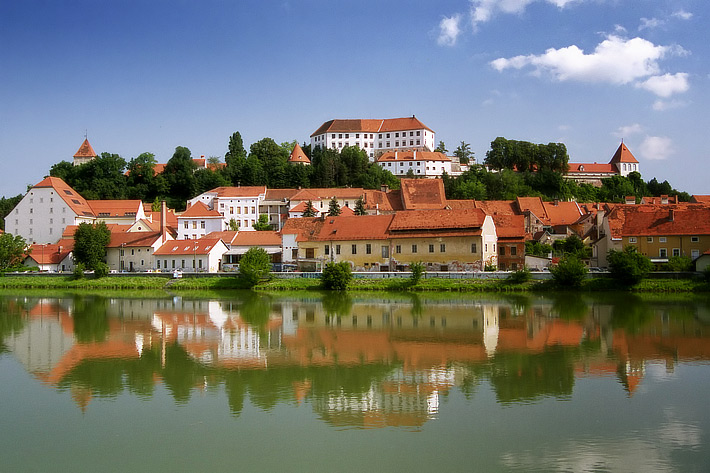
La città di Ptuj sovrastata dal castello
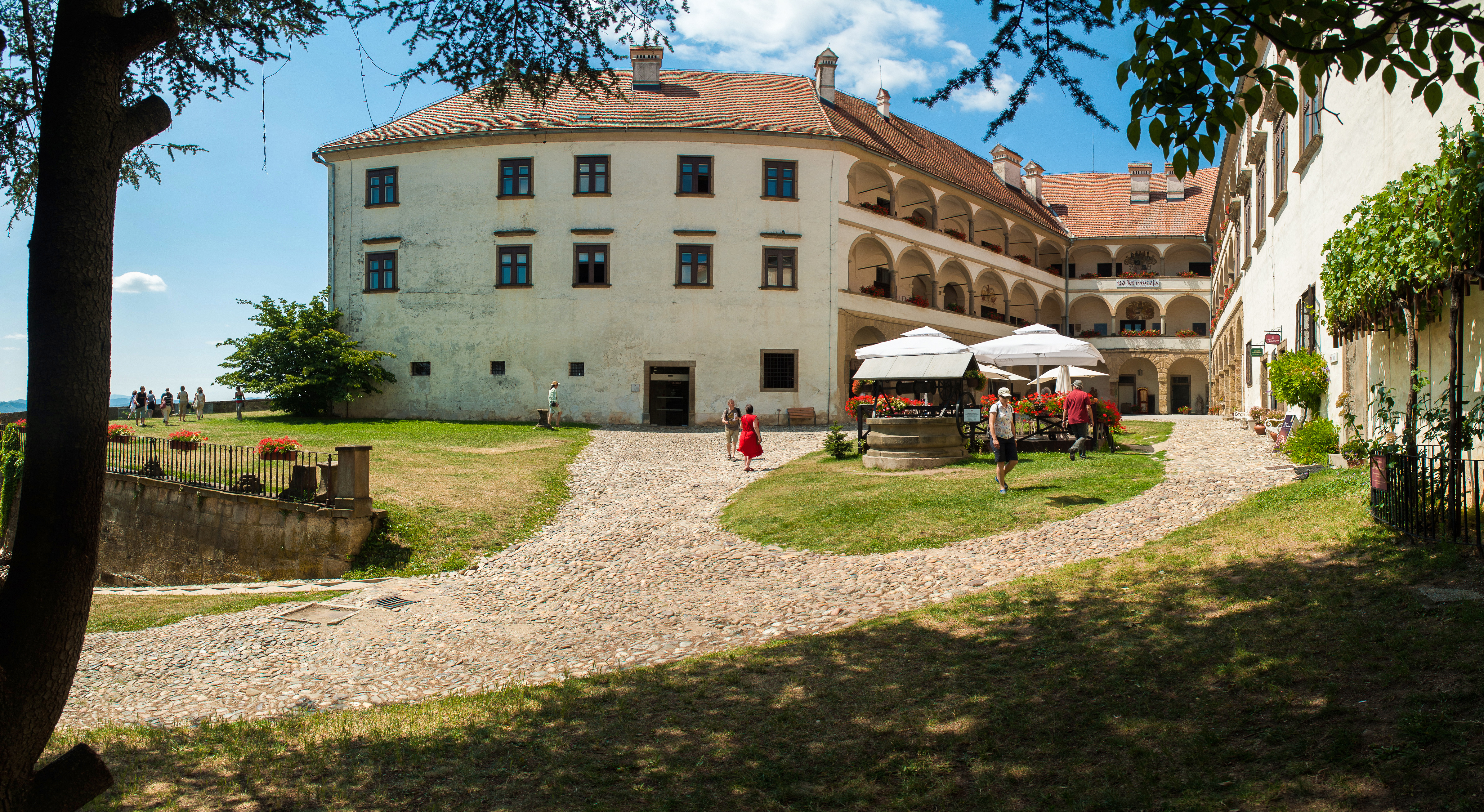
Cortile del castello
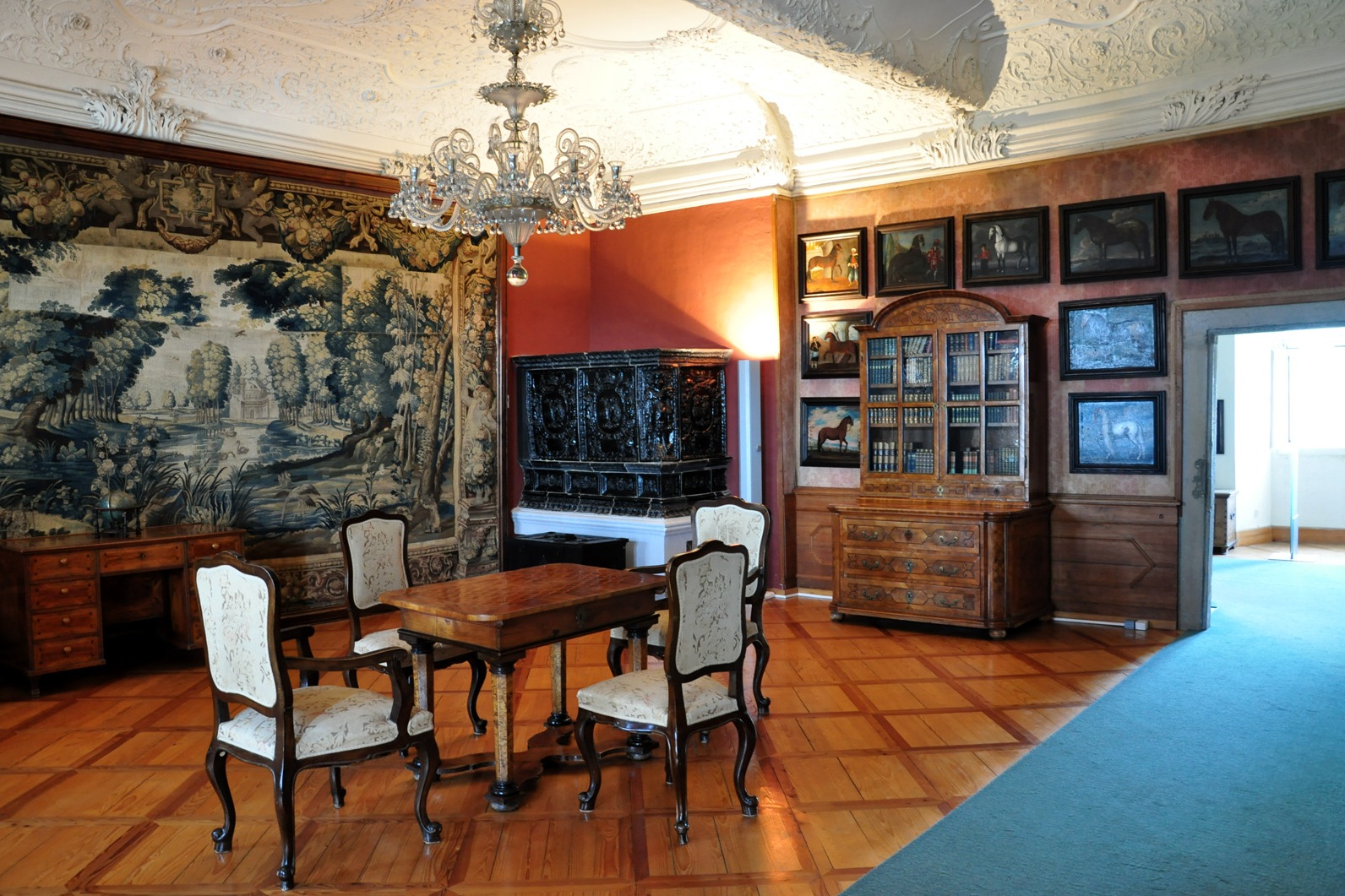
Una delle stanze del castello
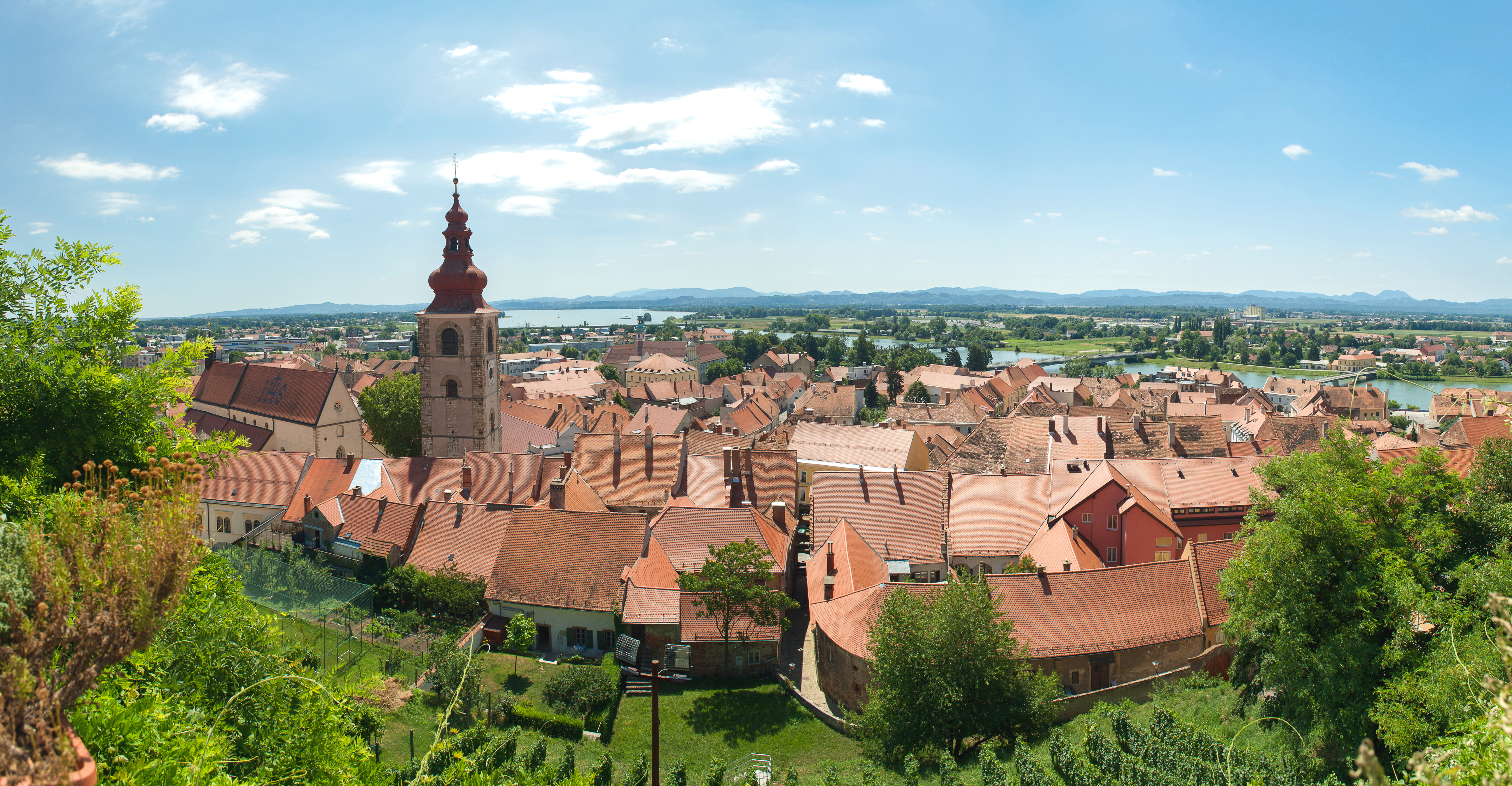
Vista panoramica dalla collina del castello